# Fintan mac Bóchra
Fintan mac Bóchra ['fʴintan mak 'boːxra] ist der Name  einer Sagenfigur aus dem Lebor Gabála Érenn („Buch der Landnahme Irlands“) in der keltischen Mythologie Irlands.

## Mythologie
Fintan soll der Gatte von Noahs Enkelin Cessair und somit Biths Schwiegersohn gewesen sein, der zusammen mit ihr 40 Tage vor der Sintflut Irland erreicht. An Bord des Schiffes befinden sich Cessair und 50 weitere Frauen, sowie Fintan, Bith und der Steuermann Ladra als einzige Männer. Jeder dieser drei nimmt in Irland 17 Frauen als Gattinnen. Fintan ist der einzige Überlebende der Flut und verwandelt sich nacheinander in einen Lachs, einen Adler und einen Habicht. So durchlebt er die gesamte Geschichte der Insel mit allen folgenden Landnahmen durch Partholon, Nemed, die Firbolg, die Túatha Dé Danann und schließlich die Milesier, die angeblichen direkten Vorfahren der keltischen Iren.
Eine Duplizität der Personen mit Túan mac Cairill, dem Helden der Erzählung Scél Tuain meic Chairill („Die Verwandlungen des Túan mac Cairill“) im Lebor na hUidre („Das Buch der dunkelhäutigen [Kuh]“) ist unverkennbar. Fintan kommt 40 Tage vor, Túan kurze Zeit nach der Sintflut (mit Partholon) auf die Insel, ihre Erlebnisse sind aber verblüffend ähnlich. Der literarische Zusammenhang ist derzeit allerdings noch nicht erschlossen.

## Weblink
- Fintans Geschichte im Lebor Gabála Érenn in Celtic Literature Collective